# Яковлєва Варвара Миколаївна
Варвара Миколаївна Яковлєва (19 грудня 1884, місто Москва, тепер Російська Федерація — розстріляна 11 вересня 1941, Медведєвський ліс біля міста Орла, тепер Російська Федерація) — радянська діячка, революціонерка, народний комісар фінансів РРФСР. Член ВЦВК та ЦВК СРСР. Кандидат у члени ЦК РСДРП(б) у 1917—1918 роках.

## Життєпис
Народилася в православній родині купця єврейського походження, батько був власником заводу. Була охрещена православною християнкою у 1885 році в Москві. У 1901 році закінчила 5-у жіночу гімназію в Москві.
З 1901 по 1907 рік навчалася на фізико-математичному факультеті Вищих жіночих курсів (готувалася стати астрономом). З вересня 1901 по січень 1905 року давала уроки приватним особам у Москві.
Брала участь у студентському русі. Член РСДРП з січня 1904 року, приєдналась до більшовиків. Працювала в Москві як пропагандист і організатор. У 1905 році брала участь у московському збройному повстанні. Була заарештована у квітні 1906 року; сиділа у Бутирській в'язниці з квітня 1906 до березня 1907 року. Після звільнення із в'язниці з серпня по листопад 1907 року працювала викладачем 1-го міського вищого жіночого училища в Москві.
У листопаді 1907 року заарештована. З березня 1908 до січня 1909 року перебувала на засланні в Торжку і Твері. У січні 1909 року повернулася до Москви, займалася літературною роботою, навчалася на природничому факультеті Московських Вищих жіночих курсів (у 1910 році закінчила півтора курсу). Перейшла на нелегальне становище. Восени 1910 року була арештована і заслана в Наримський край, звідки з однорічною дочкою втекла за кордон.
Після повернення до Російської імперії з осені 1912 року була агентом ЦК РСДРП і членом Московського обласного бюро ЦК РСДРП. У 1913 році знову заарештована та заслана в Нарим, звідки втекла. Через деякий час Яковлєву заарештувала і вислали на поселення в Єнотаєвськ Астраханської губернії. Відбувши заслання, до червня 1916 року жила в Парижі, Берліні, Кракові.
У червні 1916 року повернулася до Москви, була на літературній роботі, з вересня по грудень 1916 року працювала конторницею товариства споживчої кооперації. У грудні 1916 — грудні 1917 роках — член та секретар Московського обласного бюро ЦК РСДРП(б).
Вела протокол засідання Центрального комітету РСДРП(б) 10 жовтня 1917 року, який ухвалив рішення про збройне повстання.Під час жовтневого перевороту 1917 року в Москві входила до складу партійного бойового центру («п'ятірки»), активно координувала перебіг перевороту.
У листопаді — грудні 1917 року — керуюча справами і секретар колегії Народного комісаріату внутрішніх справ Російської Радянської Республіки у Петрограді. У грудні 1917 року була обрана членом Установчих зборів Російської Республіки від Тули. З 9 (22) грудня 1917 до січня 1918 року — член колегії Всеросійської надзвичайної комісії (ВЧК) при РНК РРФСР. 
З січня по березень 1918 року — керуюча справами Вищої ради народного господарства РРФСР.
У березні — травні 1918 року — член Московського обласного бюро ЦК РКП(б) та комісар зв'язку РНК Московської області (до липня 1918 року). Під час брестських переговорів приєдналася до «лівих комуністів», протестувала проти укладання Брестського миру.
З травня 1918 року — член колегії ВЧК при РНК РРФСР, заступник завідувача відділу боротьби з контрреволюцією, завідувач відділу боротьби із посадовими злочинами. Після вбивства Мойсея Урицького у серпні 1918 року була направлена в Петроградську ЧК, виконувала обов'язки заступника голови ЧК при РНК Північної області. З 10 жовтня 1918 по 2 січня 1919 року — голова Петроградської обласної ЧК при РНК Союзу комун Північної області. У січні 1919 року відкликана до Москви.
З лютого 1919 по червень 1920 року — член колегії Народного комісаріату продовольства РРФСР, начальник управління розподілу та начальник організаційного управління Народного комісаріату продовольства РРФСР (до травня 1920 року). Була організатором продовольчих загонів та реквізиції продуктів у населення.
З квітня 1920 по січень 1921 року — член Сибірського бюро ЦК РКП(б) і начальник Політичного відділу Сибірської залізниці.
27 грудня 1920 — 4 квітня 1921 року — відповідальний секретар Московського губернського комітету РКП(б).
З квітня по вересень 1921 року — секретар Сибірського бюро ЦК РКП(б). Під час профспілкової дискусії 1921 року приєдналася до «буфера» Миколи Бухаріна, який потім об'єднався з Левом Троцьким. З вересня 1921 по січень 1922 року не працювала через хворобу, проживала в Москві.
З 31 січня по лютий 1922 року — заступник завідувача Головного управління професійної освіти Народного комісаріату освіти РРФСР. З лютого 1922 по лютий 1924 року — завідувач Головного управління професійної освіти Народного комісаріату освіти РРФСР та член колегії Народного комісаріату освіти РРФСР.
Одночасно в грудні 1922 — 23 вересня 1929 року — заступник народного комісара освіти РРФСР.
У 1923 році підписала «лист 46» на підтримку реформ у комуністичній партії. Одна із лідерів «лівої опозиції» у 1924—1926 роках, брала участь у засіданнях троцькістського центру; у жовтні 1926 року заявила про повний відхід від троцькізму.
21 грудня 1929 — вересень 1937 року — народний комісар фінансів РРФСР.
12 вересня 1937 року заарештована органами НКВС, звинувачена у створенні підпільного троцькістського центру. На Третьому московському процесі виступала свідком звинувачення проти Миколи Бухаріна. 14 травня 1938 року засуджена до 20 років тюремного ув'язнення.
8 вересня 1941 року заочно засуджена Військовою колегією Верховного суду СРСР до розстрілу (за постановою Державного комітету оборони СРСР СРСР від 6 вересня 1941 року, підписаною Й. Сталіним). Розстріляна разом з іншими ув'язненими центральної в'язниці міста Орла 11 вересня 1941 року в Медведєвському лісі.
Посмертно реабілітована Військовою колегією Верховного суду СРСР у 1958 році.

## Нагороди та відзнаки
- орден Леніна (22.03.1933)